# منوات
منوات (به انگلیسی: Manwath) یک زیستگاه انسانی در هند است که در پاربهانی واقع شده‌است.

## خصوصیات
منوات ۴۲٬۳۳۳ نفر جمعیت دارد.